# Down 4 U
„Down 4 U” este un cântec lansat de artiștii casei de discuri Murder Inc.. Piesa reprezintă o colaborare a interprețiilor Ja Rule, Ashanti, Vita și Charli Baltimore lansată la data de 7 octombrie 2002 în Statele Unite ale Americii. „Down 4 U” a fost lansat ca primul disc single al albumului de compilație Irv Gotti Presents: The Inc.. Cântecul a obținut locul 4 în UK Singles Chart și locul 6 în Billboard Hot 100.

## Clasamente
| Clasament                    | Poziția maximă | Referință |
| ---------------------------- | -------------- | --------- |
| Dutch Singles Chart          | 22             | [ 4 ]     |
| Ireland Singles Chart        | 22             | [ 5 ]     |
| New Zeeland Singles Chart    | 23             | [ 4 ]     |
| Swiss Singles Chart          | 43             | [ 2 ]     |
| UK Singles Chart             | 4              | [ 4 ]     |
| U.S. Billboard Hot 100       | 6              | [ 2 ]     |
| U.S. Billboard Hot R&B Songs | 3              | [ 2 ]     |